# Na obrzeżach
Na obrzeżach / Romans Mańki Grieszynej / Na przedmieściach / Chłopak z przedmieścia / Patrioci / Przedmieście (ros. Окраина, Okraina) – radziecki dramat wojenny z 1933 roku. Pierwszy dźwiękowy film Borisa Barneta. Adaptacja powieści Konstantina Finna pt. „Okraina”. Film opowiada o sytuacji w Rosji w czasie pierwszej wojny światowej.

## Fabuła
Film odzwierciedla wydarzenia pierwszej wojny światowej w codziennych sprawach robotniczego przedmieścia. Przedstawia życie zwykłych ludzi mieszkających na krańcach prowincjonalnego miasteczka.
Wątki filmowe:
- Krawiec Grieszyn (Siergiej Komarow), który przez całe swoje życie przyjaźnił się z sąsiadem Niemcem (Robert Erdman), zmuszony jest postrzegać Niemców za swoich wrogów.
- Nieszczęśliwa miłość Mańki - córki Grieszyna (Jelena Kuźmina) do niemieckiego jeńca (Hans Klering).
- Tragiczne losy robotnika Nikołaja Kadkina (Nikołaj Bogolubow), bolszewika prowadzącego agitację w okopach, oraz jego młodszego brata Sieńki (Nikołaj Kriuczkow), który zginął w czasie niemieckiego ostrzału artyleryjskiego[1].

## Obsada
- Aleksandr Czistiakow jako Piotr Iwanowicz Kadkin
- Siergiej Komarow jako Aleksandr Pietrowicz Grieszyn
- Jelena Kuźmina jako Mańka Grieszyna
- Nikołaj Bogolubow jako Nikołaj Kadkin
- Nikołaj Kriuczkow jako Sieńka Kadkin
- Hans Klering jako Mueller, niemiecki jeniec
- Michaił Żarow jako Krajewicz
- Władimir Uralski jako dorożkarz
- Michaił Janszyn jako żołnierz
- Robert Erdman jako Robert Karłowicz
- A. Jermakow jako właściciel pracowni szewskiej